# Zorro (muzikál)
Zorro je muzikál Johna Camerona, Stephena Clarka a Helen Edmundsonové. Vznikl podle románu Zorro: legenda začíná (2005) chilské spisovatelky Isabel Allendeové. Hudbu složil John Cameron společně s francouzskou skupinou Gipsy Kings.
Muzikál byl poprvé uveden v Congress Theatre v Eastbourne mezi 4. a 8. březnem 2008, v červenci téhož roku se přesunul na West End. Zde začal své turné 2. července 2008 v Garrick Theatre. Po několika reprízách zde byl zrušen kvůli technickým problémům. Oficiální premiéru měl 15. července 2008, režie se chopil Christopher Renshaw. Obsazení zahrnovalo Matta Rawleho jako Zorra/Diega, Emmu Williamsovou jako Luisu, Adama Levyho jako Ramona, Lesli Margheritovou jako Inez, Nicka Cavalieriho jako seržanta Garciu and Jonathana Newtha jako Dona Alejandra De La Vegu. Teneto muzikál byl nominován celkem v pěti kategoriích na Laurence Olivier Award, Lesli Margheritová za roli Inez pak Cenu za nejlepší výkon ve vedlejší roli získala. Po téměř devíti měsících uvádění měl Zorro dne 14. března 2009 derniéru. Dále se toto představení uvádělo i v Paříži, Moskvě, Tokiu, Jižní Koreji, Bulharsku či Polsku. Českou premiéru měl Zorro 16. března 2013 v Městském divadle Brno.

## Písně

### První dějství
- „Flamenco Opening“ (Flamencový úvod) – Cikáni
- „Baila Me“ – Diego, Inez a Cikáni
- „Libertad“ – ženy z Los Ancheles
- „Hope“ (Naděje) – Diego
- „In One Day“ (Snad jednou...) – malá Luisa a ženy z Los Ancheles
- „Falling“ – Luisa
- „Bamboleo“ – Inez a Cikáni

### Druhé dějství
- „Entrada“ (Úvod) – Cikáni
- „Freedom“ (Svoboda) – Inez, občané a Cikáni
- „Bamboleo“ (repríza) – Inez
- „A Love We'll Never Live“ (Láska, které nikdy nebude žít) – Diego a Luisa
- „One More Beer“ (Další pivo) – Garcia, Inez a ženy
- „Djobi Djobi“ – Inez a Luisa
- „Hope“ (repríza) – Diego
- „Man Behind the Mask“ (Muž skrývající se za maskou) – Luisa
- „Fiesta“ (Závěr) – všichni

## Hlavní postavy
- Don Diego de la Vega/Zorro – Syn Dona Alejandra, starosty vesnice Los Ancheles. Používá maskované alter ego k ochraně občanů vesnice před krutou vládou svého bratra Ramona.
- Luisa – Vyrůstala spolu s Diegem a Ramonem. Nejprve se zamiluje do Diega a později i do Zorra, ale netuší, že miluje tutéž samou osobu.
- Ramon – Diegův starší bratr. Žárlí na lásku Luisy k Diegovi. Je kapitán armády a starostou města.
- Inez – Královna Cikánů. Putuje uličkami Barcelony spolu s Cikány a Diegem, do kterého se i zamiluje.
- Don Alejandro de la Vega – Otec Diega a Ramona. Původní starosta obce.

## Děj
V malé vesničce Los Ancheles v Kalifornii vládne tvrdou ač spravedlivou rukou vznešený a starý muž Don Alejadro. Pečlivě se stará o celou obec a ještě k tomu vychovává dva syny – staršího, statného a silného Ramóna a mladšího, menšího, ale za to chytřejšího a hbitého Diega. Ti dva tráví spoustu času se svou nejlepší kamarádkou Luisou. Jak už to u sourozenců bývá, obzvláště u chlapců, bojují Ramón a Diego mezi sebou, a to zejména o přízeň otce. Don Alejadro se rozhodne, že pošle svého mladšího syna na studia do Španělska.
Diego musí opustit svou rodnou zemi, zapomenout na vyprahlé kalifornské pouště Nového Španělska a hlavně se musí rozloučit s Luisou. Z Alejadrova nejmladšího potomka ve Španělsku nevyroste žádný učenec. Uběhne pár let, Diego povyroste do jinošského věku a uteče ze školy. Přidává se k partě Cikánů, ve které poznává uhrančivou a velmi krásnou cikánskou dívku Inez. Spolu s nimi vystupuje na ulici. Stane se hvězdou číslo jedna. Největší El Mágico, kterého kdy mohli na Pyrenejském poloostrově spatřit. Diego – El Californiano!
Po jednom velmi povedeném čísle se odněkud zjevuje seňora oblečená do cestovního volajíc na Diega. Kdo jiný než Luisa! Oba září nadšením, po tolika letech se zase setkali. Luisa, značně překvapená společností, ve které její přítel žije, spustí na Diega, že se Ramón nechal jmenovat starostou obce a ničí prý všechno, v čem vyrůstali, a v co věřil Diegův otec. Tomu nemůže mladík uvěřit, jeho táta by to nikdy nedovolil! Nakonec to z ní přece jenom dostane. Don Alejadro přejížděl rozbouřenou řeku na koni. Kůň uklouzl. Byl moc blízko peřejí. Luisa prosí zdrceného Diega, aby se vrátil domů a zastavil tu hrůzovládu. Diego váhá, za tu dobu, co zde pobýval, si ke své partě vytvořil silné pouto. O to větší překvapení mu jeho cikánští přátelé nachystají – ať půjde kamkoliv, oni ho budou rádi následovat.
Jak řekli, tak také udělali. Sbalili si to málo, co měli a vydali se na dlouho plavbu do prosluněné Kalifornie. Tady zatím na hlavním náměstí učí seržant García, z rozkazu nového starosty, své vojáky, jak se dělá popravčí četa. Cvičí se na Pedrovi, slaměném panákovi, který představuje El Bandita největšího kalibru. Zrovna když se připravují k palbě, objevují se Cikáni vedení Luisou, kterou chtějí vojáci ihned zatknout. Samozřejmě na rozkaz pana Ramóna. Všichni shánějí po Diegovi, ten se po vylodění někam vypařil. Vojáci odvádějí Luisu a seržant se seznamuje s Inez, která si ho svým šarmem omotá kolem prstu. Na náměstí začíná být rušno. Vojáci nesmlouvavě kontrolují dva rolníky, kteří se táhnou s těžkým pytli. Ukáže se, že kromě obilí si tam přidali i spoustu kamení. To už zasahuje i samotný Ramón. K všeobecnému údivu nakáže ty dva nebožáky za úsvitu popravit.
Marně se Luisa snaží Ramóna přesvědčit, aby projevil trochu soucitu. Rolníci přece neprovedli nic špatného! K bratrovi zavítá i samotný Diego, který naopak svého staršího bratra podporuje, ve všem co dělá. To vše pouze na oko. Ráno se na náměstí shromáždí dav a hrůzná podívaná může začít. Již za chvíli se tři nevinní muži budou houpat na oprátce. Kat se připravuje otevřít propadla, když se náhle objeví tajemný muž s maskou zahalený celý do černého. Přesekne provazy – vězni jsou volní. Ale stejně tak rychle, jak se zjevil, tak rychle zase zmizí. Na náměstí přiběhne Diego tázajíc se, co se to tu událo. Inez i starému Cikánovi to docvakne. A jak se vůbec ten tajemný seňor jmenoval? Převezl všechny vojáky, zkrátka byl mazaný a chytrý, stejně jako liška. El Zorro! Vojáci jsou Zorrovi jsou stále v patách, proto se ukrývá na nejbližší balkón. Vejde dovnitř, do koupelny, kde narazí na koupající se Luisu. Nemůže jí však prozradit svou identitu.
Nastává podvečer. Cikáni se chtějí nějak zabavit, tak si staví provizorní tavernu. Na to dohlíží svým přísným okem García. Tomu se díky španělskému vínu a uhrančivé Inez maličko rozváže jazyk. Už chce prozradit, co se stalo s bývalým starostou, ale přichází Ramón. Ten to s alkoholem také poněkud přepískne a nechová se k Luise zrovna jako gentleman. Kde se vezme, tu vezme – před ním už stojí Zorro, mířící svým kordem na toho hrubiána. Ramón obdrží, co si zaslouží. Zorro se mu navždy vryje do jeho paměti, protože na hrudi mu zbude jeho podpis.
Zahalený hrdina občany města ohromil statečností, bystrostí a mrštností. Ze dne na den se z něho stane celebrita číslo jedna. Jediný, koho ten maskovaný muž nezajímá, je García, který už dlouho touží po Inez. Luisa před Ramónovým hněvem prchá do jeskyní, kde potkává Zorra. Něco jí k němu neuvěřitelně přitahuje. Chce ho odmaskovat, ale po mladíkovi zůstává pouze stín. Ramón nemá čisté svědomí. Rozhodne se, že zajde svou duši očistit zpovědí do kostela. Něco mu ale na knězi nesedí, konkrétně vysoké černé boty. Ty nosí Zorro! Ramón sdělí falešnému knězi, že Don Alejadro stále žije a že ho vězní v opuštěném dole daleko v poušti.
Zorro se vydává na cestu. V dole však svého otce nenajde. Byla to past! Ale i přesto se mu podaří uniknout. Ramón svého otce drží úplně jinde. Ve vězení mu vybudoval tajný tunel, v němž vězní Dona Alejadra jako nějakého zločince. Zrovna když svému otci vysvětluje, že to dělá všechno jen pro něj, že chce, aby na něho byl pyšný, uvidí ty dva náhodou García. Luisa se ze strachu před Ramónem přidává k Cikánům. Při tajemném obřadu se stává jednou z nich. Ramón jí i tak vypátrá a napadne ho, jak polapit tu tajemnou persónu v černém. Snad by Zorro nedovolil, aby se něco stalo nevinné Luise. Nafinguje popravu své bývalé kamarádky z dětství a doufá, že Zorro v pravý čas zasáhne. Nemýlí se. Nezasáhne jeden Zorro, nýbrž dokonce sedm maskovaných chlapíků. Avšak jen ten pravý odpoutá Luisu od kůlu. Náhle mladík spatří svého bratra, jak k němu surově táhne Inez, které se leskne čepel na krku. Co má dělat, koho zachránit – Inez či Luisu? Inez se podaří na poslední chvíli vysmeknout z Ramónova sevření, popadne dýku a srazí ho k zemi. Nezabije ho. Ti tři jsou skoro na odchodu. Inez se ještě naposled otočí na Ramóna. Spatří pistoli mířící na Zorra! Bez jakéhokoliv váhání skočí mezi bratry a kulka se jí zaryje do srdce.
V okamžiku obklopí zdrceného Zorra vojáci. Ramón, sice nedočkavý, se rozhodne odhalit Zorrovu identitu až zítra – na své svatbě s Luisou. Ve vězení García projevuje velký kus odvahy, když prozrazuje Zorrovi, kde jeho bratr ukrývá otce. Inez by na něho určitě byla pyšná. Dalšího dne přípravy na svatbu vrcholí. Ramón s Luisou už nedočkavě přešlapuje před oltářem. Chybí už jen poslední host – Zorro. Nastává chvíle odmaskování. Jaké překvapení! Pod škraboškou se ukrývá samotný Don Alejadro! Nikdo se ani nepohne při jeho pokynu k zatčení. Ramón najednou chytí Luisu a dá jí kord na krk. Obrátí se ke knězi. Chce mermomocí oddat. Jinak ji prý zabije. Zorro přichází opět v ten správný čas. Postaví se se zbraní v ruce proti Ramónovi. V zuřivém souboji má navrch samozřejmě Ramón, který dostane Zorra na lopatky. Ramón sundává Zorrův klobouk a masku. Diego! Jeho malý bratříček! Ještě není nic ztraceno. Diego se pokouší o usmíření s bratrem. Odhazuje svůj kord. Podává Ramónovi ruku na usmířenou, pomáhá mu na nohy. Najednou se zableskne Ramónův schovaný nůž. Oba bratři se v objetí zapotácejí, není poznat, kterého z nich dýka zasáhla. Pak padne k zemi Ramónovo bezvládné tělo. V tom vstoupí Luisa s Alejandrem. Vidí pouze Diegova záda. Musí vědět, jaký muž se skrývá pod maskou! Diego se k ní pomalu otočí. Tak to byl on, kdo překazil tu popravu, kdo ji překvapil v koupelně a setkal se s ní v jeskyni. Sice smutní, ze ztráty Inez a Ramóna, ale při romantickém polibku si uvědomí, že jeden bez druhého nedokáží žít.

## Provedení Městského divadla Brno
Po pěti letech od londýnské premiéry tento muzikál doputoval i do České republiky. Jako úplně první divadlo u nás ho uvedlo Městské divadlo Brno. Divadlo získalo od autorů tzv. first class production licenci, což znamená, že majitelé práv tedy musí věřit v kvalitu a profesionalitu souboru, což znamená, že představení si musí udržet stejný standard jako na West Endu – před premiérou většinou tedy přijíždí supervizor, aby výsledné dílo zkontroloval – ale zároveň mají inscenátoři při tvorbě představení poměrně volnou ruku, což se týká například scény. Muzikál se v MdB netypicky provozuje s nahrávkou (doplněnou živou kytarou a trubkami), vytvořenou ovšem samotnými Gipsy Kings. Zvláštností u brněnského Zorra, minimálně v praxi našich divadel, byl týden tzv. previews (předpremiér), než se odehrála slavnostní premiéra. Musicalnet.cz vyzdvihuje zejména herecké výkony, dále scénu či hudební doprovod. Naopak Josef Herman v recenzi pro Divadelní noviny kritizuje přehrávání herců. Výjimkou je podle něho pouze Ivana Vaňková. Podle Hermana tento titul divadlu nic významného nepřinesl.
| „                          | Celé zkoušení začalo hodinami flamenca, kdy jsme měli každý den pravidelný trénink, potom samozřejmě šerm a různé akrobatické prvky. | “ |
| — Lukáš Janota (9.3. 2013) | |   |

| Lukáš Janota                              | Diego/Zorro                |
| Johana Gazdíková nebo Viktória Matušovová | Luisa                      |
| Svetlana Janotová nebo Ivana Vaňková      | Inez                       |
| Robert Jícha nebo Dušan Vitázek           | Ramón                      |
| Milan Němec nebo Tomáš Sagher             | García                     |
| Ladislav Kolář                            | Starý cikán, Don Alejandro |
| Dario Piga nebo Petr Vít                  | Joaquín, kytarista         |
| Hubert Ratschker                          | Trumpetista 1              |
| Tomáš Prokop                              | Trumpetista 2              |